# Żeliwuj
Żeliwuj – staropolskie imię męskie. Składa się z członu Żeli- ("pragnąć") i -wuj ("wuj, brat matki").